# ToyZ
ToyZ è il secondo album in studio del gruppo musicale tedesco Cinema Bizarre, pubblicato il 21 agosto 2009.

## Descrizione
Il disco è stato pubblicato dall'etichetta discografica Universal Music Group il 21 agosto 2009 in Germania e l'8 settembre dello stesso anno nel Regno Unito. Oltre all'edizione standard è stata pubblicata anche nell'edizione Deluxe Edition: un cofanetto con due CD, contenente quattro tracce bonus in più rispetto all'edizione standard.
La canzone Hypnotized by Jane è stata scritta da Brian Molko, cantante e leader dei Placebo.

## Tracce

### ToyZ
1. Le Generique - 1:19
2. Touching and Kissing 3:36
3. I Came 2 Party (con Space Cowboy) 3:25
4. Deeper and Deeper 3:27
5. Erase and Replace 4:16
6. My Obsession 3:57
7. Je Ne Regrette Rien 3:24
8. Dark Star 3:20
9. Toyz 3:40
10. In Your Cage 4:13
11. Heaven Is Wrapped In Chains 3:23
12. Hypnotized by Jane 3:48
13. Blasphemy 4:08
14. I Don't Wanna Know (If U Got Laid) 3:23
15. Out of Love 3:35
16. Sad Day (For Happiness) 3:48
17. Tears in Vegas 3:57
18. Le Generique de Fin 1:15

### ToyZ (Deluxe Edition)
1. Le Generique - 1:19
2. Touching and Kissing 3:36
3. I Came 2 Party (con Space Cowboy) 3:25
4. Deeper and Deeper 3:27
5. Erase and Replace 4:16
6. My Obsession 3:57
7. Je Ne Regrette Rien 3:24
8. Dark Star 3:20
9. Toyz 3:40
10. In Your Cage 4:13
11. Heaven Is Wrapped In Chains 3:23
12. Hypnotized by Jane 3:48
13. Blasphemy 4:08
14. I Don't Wanna Know (If U Got Laid) 3:23
15. Out of Love 3:35
16. Sad Day (For Happiness) 3:48
17. Tears in Vegas 3:57
18. Le Generique de Fin 1:15
19. American Beauty - 3:43
20. Modern Lover - 3:52
21. Bang A Gong (Get It On) - 3:21
22. Are You Crying - 4:51

## Classifiche
| Classifica (2009) | Posizione massima |
| ----------------- | ----------------- |
| Austria           | 44                |
| Francia           | 54                |
| Germania          | 24                |
| Italia            | 33                |
| Paesi Bassi       | 94                |